# Dragon Mania Legends
Dragon Mania Legends es un juego móvil casual desarrollados y publicado por Gameloft en el 2015.  Fue lanzado el 8 de enero para iOS y Android. Posteriormente fue lanzado tarde liberado para Windows Phone y Microsoft Windows. 

## Jugabilidad
El juego tiene lugar en un mundo ficticio llamado Dragolandia y cuenta con vikingos . El juego se abre con la posibilidad de que el jugador construya hábitats de dragones en una isla, con otros disponibles para comprar a través de la moneda del juego. La moneda del juego son las monedas y la moneda premium son las gemas. El juego incluye compras dentro de la aplicación y videos de promoción de bonificación .
Hay muchos dragones, cada uno con un elemento o elementos afiliados . Los jugadores comienzan Dragon Mania Legends con un dragón, un dragón de fuego de nivel 1, pero pueden reclutar más dragones subiendo de nivel, completando misiones y eventos, obteniendo paquetes de cartas, comprándolos o criándolos. Los jugadores pueden mejorar sus dragones alimentándolos, obteniendo comida de dragón en granjas y como recompensa. La producción de alimentos, la cría y otras tareas toman tiempo para completarse, pero los jugadores pueden acelerar los procesos gastando dinero premium.
Los jugadores gastan energía para entrar en batallas por turnos en un mapa de campaña con batallas en las que los jugadores arrastran el elemento de un dragón sobre un enemigo para atacar. Esto comienza con un medidor, y los jugadores tienen el desafío de tocar cuando el medidor está en las áreas gris (ataque normal) o verde (ataque perfecto). Si los jugadores detienen el medidor en el área roja, su ataque falla.
Las batallas continúan hasta que todas las unidades enemigas han sido derrotadas y los jugadores obtienen recompensas como puntos de experiencia y comida de dragón después de cada victoria. Los jugadores pueden gastar dinero premium en una actualización VIP para desbloquear recompensas adicionales después de estas batallas. Los VIP también tienen la capacidad de completar más batallas antes de esperar a que se recargue su energía, y pueden participar en eventos solo para VIP. Las cuentas VIP no son permanentes, sino que duran un tiempo limitado, en relación con su costo.
Además del modo historia para un jugador del juego, los jugadores pueden ingresar a la Arena para enfrentarse a otros jugadores por recompensas exclusivas. Los jugadores pueden iniciar sesión con Facebook para recibir varios bonos.

## Estructuras del juego
Hay 6 estructuras llamadas ruinas en las distintas islas que se pueden comprar y explorar; La cueva mística, el barco fantasma, el pantano del fuego salvaje, la puerta del cráneo, el palacio del anciano y la guarida del magma. Cada estructura le da al jugador recompensas y sellos a través de la exploración. Cuando el jugador explora, cada ruina ofrece tres fragmentos que forman un sello. Después de forjar el sello, le da al jugador una breve aceleración de los temporizadores del juego. Después de desbloquear cada uno de los seis sellos, aparece un dragón llamado Chronos en la parte superior de la Cueva Mística, lo que le da al jugador la capacidad de acelerar los temporizadores.

## Cruces de los dragones
Cruzar dos dragones da como resultado la aparición de un nuevo dragon híbrido, por lo que se puede cruzar todos los dragones y desbloquear nuevas rarezas considerando que mientras mas elementos tenga, es de mayor calidad, considerando que estos son todos los elementos cruzables:
- Fuego (No se puede combinar con planta, si el dragon del mismo solo tiene este elemento).
- Viento (No se puede combinar con energía, si el dragon del mismo solo tiene este elemento).
- Agua (No se puede combinar con metal, si el dragon del mismo solo tiene este elemento).
- Tierra (No se puede combinar con vacio, si el dragon del mismo solo tiene este elemento).
- Planta (No se puede combinar con fuego, si el dragon del mismo solo tiene este elemento).
- Metal (No se puede combinar con agua, si el dragon del mismo solo tiene este elemento).
- Vacio (No se puede combinar con tierra, si el dragon del mismo solo tiene este elemento).
- Luz (No se puede combinar con sombra, si el dragon del mismo solo tiene este elemento).
- Sombra (No se puede combinar con metal, si el dragon del mismo solo tiene este elemento).
- Energia (No se puede combinar con luz, si el dragon del mismo solo tiene este elemento).

Hay que destacar que los primeros elementos de los dragones Leyenda, Divino, Ancestral, Primitivo y Tiránico no influyen en la creación de nuevos dragones híbridos.

## Calidad de los dragones
Los dragones pueden variar de calidad (rareza) que son:
1. Comun (Gris)
2. Raro (Azul)
3. Epico (Amarillo)
4. Legendario (Morado)
5. Supremo (Amarillo, rojo y naranja)

## Personajes
Existen diferentes personajes que afectan la funcionalidad del juego, ya siendo acompañandote en tus ataque, vendiendote  recursos para progresar en el juego, o sencillamente participando en eventos limitados
Compañeros
- Entrenador
- Arya
- Ned
- Profesor Hogwin
- Paola Rodrigo
- Porcia Peñanze

Vikingos
- Vikingo Dunkel
- Olaf el Picante
- Melvin el Malévolo
- Eliza la Masculina
- Gunilda
- Brant

 Comerciantes
- Otto el maestro del calabozo
- Mishiyo
- Li Min